# Interlands Cypriotisch voetbalelftal 2010-2019
Deze pagina toont een chronologisch en gedetailleerd overzicht van de interlands die het Cypriotisch voetbalelftal heeft gespeeld in de periode 2010 – 2019.

## Interlands

### 2010
|                                                              |        |       |         |                                                                                               |
| 3 maart Vriendschappelijk № 282 «onderlinge duels» 17:00 uur | Cyprus | 0 – 0 | IJsland | Antonis Papadopoulosstadion, Larnaca Toeschouwers: 500 Scheidsrechter: Nikolaj Jordanov (BUL) |
| 3 maart Vriendschappelijk № 282 «onderlinge duels» 17:00 uur |        |       |         | Antonis Papadopoulosstadion, Larnaca Toeschouwers: 500 Scheidsrechter: Nikolaj Jordanov (BUL) |

|                                                                  |                         |       |         |                                                                                              |
| 11 augustus Vriendschappelijk № 283 «onderlinge duels» 19:15 uur | Cyprus                  | 1 – 0 | Andorra | Antonis Papadopoulosstadion, Larnaca Toeschouwers: 1.700 Scheidsrechter: Ilias Spathas (GRE) |
| 11 augustus Vriendschappelijk № 283 «onderlinge duels» 19:15 uur | Mihalis Konstantinou 4' |       |         | Antonis Papadopoulosstadion, Larnaca Toeschouwers: 1.700 Scheidsrechter: Ilias Spathas (GRE) |

|                                                                        |                                                                  |       |                                                                                       |                                                                                                   |
| 3 september EK-kwalificatie Groep H № 284 «onderlinge duels» 20:45 uur | Portugal                                                         | 4 – 4 | Cyprus                                                                                | Estádio D. Afonso Henriques, Guimarães Toeschouwers: 9.100 Scheidsrechter: Mark Clattenburg (ENG) |
| 3 september EK-kwalificatie Groep H № 284 «onderlinge duels» 20:45 uur | Hugo Almeida 8' Raul Meireles 29' Danny 51' Manuel Fernandes 60' |       | 3' Eustathios Aloneftis 11' Mihalis Konstantinou 57' Giannis Okkas 89' Andreas Avraam | Estádio D. Afonso Henriques, Guimarães Toeschouwers: 9.100 Scheidsrechter: Mark Clattenburg (ENG) |

|                                                                      |                   |       |                                   |                                                                                               |
| 8 oktober EK-kwalificatie Groep H № 285 «onderlinge duels» 20:00 uur | Cyprus            | 1 – 2 | Noorwegen                         | Antonis Papadopoulosstadion, Larnaca Toeschouwers: 7.648 Scheidsrechter: Serge Gumienny (BEL) |
| 8 oktober EK-kwalificatie Groep H № 285 «onderlinge duels» 20:00 uur | Yiannis Okkas 58' |       | 2' John Arne Riise 42' John Carew | Antonis Papadopoulosstadion, Larnaca Toeschouwers: 7.648 Scheidsrechter: Serge Gumienny (BEL) |

|                                                                       |                                           |       |        |                                                                                     |
| 12 oktober EK-kwalificatie Groep H № 286 «onderlinge duels» 19:15 uur | Denemarken                                | 2 – 0 | Cyprus | Parken, Kopenhagen Toeschouwers: 15.544 Scheidsrechter: César Muñiz Fernández (ESP) |
| 12 oktober EK-kwalificatie Groep H № 286 «onderlinge duels» 19:15 uur | Morten Rasmussen 47' Kasper Lorentzen 81' |       |        | Parken, Kopenhagen Toeschouwers: 15.544 Scheidsrechter: César Muñiz Fernández (ESP) |

|                                                                  |          |       |        |                                                                                      |
| 16 november Vriendschappelijk № 287 «onderlinge duels» 16:00 uur | Jordanië | 0 – 0 | Cyprus | Koning Abdullahstadion, Amman Toeschouwers: 3.500 Scheidsrechter: Zakareya Ali (BHR) |
| 16 november Vriendschappelijk № 287 «onderlinge duels» 16:00 uur |          |       |        | Koning Abdullahstadion, Amman Toeschouwers: 3.500 Scheidsrechter: Zakareya Ali (BHR) |

### 2011
|                                                                            |        |                                    |        |                                                                                |
| 8 februari Cyprus-toernooi Halve finale № 288 «onderlinge duels» 19:00 uur | Cyprus | 0 – 2                              | Zweden | GSP-stadion, Nicosia Toeschouwers: 2.000 Scheidsrechter: Alexandru Tudor (ROM) |
| 8 februari Cyprus-toernooi Halve finale № 288 «onderlinge duels» 19:00 uur |        | 26' Tobias Hysén 45+1' Marcus Berg |        | GSP-stadion, Nicosia Toeschouwers: 2.000 Scheidsrechter: Alexandru Tudor (ROM) |

|                                                                            |                          |       |                   |                                                                                       |
| 9 februari Cyprus-toernooi Troostfinale № 289 «onderlinge duels» 19:30 uur | Cyprus                   | 1 – 1 | Roemenië          | Paralimnistadion, Paralimni Toeschouwers: 2.000 Scheidsrechter: Viktor Sjvetsov (UKR) |
| 9 februari Cyprus-toernooi Troostfinale № 289 «onderlinge duels» 19:30 uur | Mihalis Konstantinou 85' |       | 54' Gabriel Torje | Paralimnistadion, Paralimni Toeschouwers: 2.000 Scheidsrechter: Viktor Sjvetsov (UKR) |

|                                                                     |        |       |         |                                                                              |
| 26 maart EK-kwalificatie Groep H № 290 «onderlinge duels» 19:00 uur | Cyprus | 0 – 0 | IJsland | GSP-stadion, Nicosia Toeschouwers: 2.088 Scheidsrechter: Darko Čeferin (SLO) |
| 26 maart EK-kwalificatie Groep H № 290 «onderlinge duels» 19:00 uur |        |       |         | GSP-stadion, Nicosia Toeschouwers: 2.088 Scheidsrechter: Darko Čeferin (SLO) |

|                                                               |        |                   |           |                                                                                         |
| 29 maart Vriendschappelijk № 291 «onderlinge duels» 18:00 uur | Cyprus | 0 – 1             | Bulgarije | Antonis Papadopoulosstadion, Larnaca Toeschouwers: 120 Scheidsrechter: Marco Borg (MLT) |
| 29 maart Vriendschappelijk № 291 «onderlinge duels» 18:00 uur |        | 35' Martin Petrov |           | Antonis Papadopoulosstadion, Larnaca Toeschouwers: 120 Scheidsrechter: Marco Borg (MLT) |

|                                                                  |                                                               |       |                                       |                                                                            |
| 10 augustus Vriendschappelijk № 292 «onderlinge duels» 18:00 uur | Cyprus                                                        | 3 – 2 | Moldavië                              | GSP-stadion, Nicosia Toeschouwers: 250 Scheidsrechter: Milorad Mažić (SRB) |
| 10 augustus Vriendschappelijk № 292 «onderlinge duels» 18:00 uur | Andreas Avraam 13' Andreas Avraam 51' Siniša Dobrasinovic 89' |       | 23' Igor Armas 45' Georgi Ovsyannikov | GSP-stadion, Nicosia Toeschouwers: 250 Scheidsrechter: Milorad Mažić (SRB) |

|                                                                        |        |                                                                                 |          |                                                                                 |
| 2 september EK-kwalificatie Groep H № 293 «onderlinge duels» 20:45 uur | Cyprus | 0 – 4                                                                           | Portugal | GSP-stadion, Nicosia Toeschouwers: 15.444 Scheidsrechter: Gianluca Rocchi (ITA) |
| 2 september EK-kwalificatie Groep H № 293 «onderlinge duels» 20:45 uur |        | 35' (pen.) Cristiano Ronaldo 82' Cristiano Ronaldo 84' Hugo Almeida 90+2' Danny |          | GSP-stadion, Nicosia Toeschouwers: 15.444 Scheidsrechter: Gianluca Rocchi (ITA) |

|                                                                        |                        |       |        |                                                                                       |
| 6 september EK-kwalificatie Groep H № 294 «onderlinge duels» 20:45 uur | IJsland                | 1 – 0 | Cyprus | Laugardalsvöllur, Reykjavík Toeschouwers: 5.267 Scheidsrechter: Boško Jovanetić (SRB) |
| 6 september EK-kwalificatie Groep H № 294 «onderlinge duels» 20:45 uur | Kolbeinn Sigþórsson 5' |       |        | Laugardalsvöllur, Reykjavík Toeschouwers: 5.267 Scheidsrechter: Boško Jovanetić (SRB) |

|                                                                      |                    |       |                                                                                    |                                                                                 |
| 7 oktober EK-kwalificatie Groep H № 295 «onderlinge duels» 19:30 uur | Cyprus             | 1 – 4 | Denemarken                                                                         | GSP-stadion, Nicosia Toeschouwers: 1.800 Scheidsrechter: Marijo Strahonja (CRO) |
| 7 oktober EK-kwalificatie Groep H № 295 «onderlinge duels» 19:30 uur | Andreas Avraam 45' |       | 7' Lars Jacobsen 11' Dennis Rommedahl 20' Michael Krohn-Dehli 22' Dennis Rommedahl | GSP-stadion, Nicosia Toeschouwers: 1.800 Scheidsrechter: Marijo Strahonja (CRO) |

|                                                                       |                                                        |       |                   |                                                                                 |
| 11 oktober EK-kwalificatie Groep H № 296 «onderlinge duels» 20:15 uur | Noorwegen                                              | 3 – 1 | Cyprus            | Ullevaalstadion, Oslo Toeschouwers: 13.490 Scheidsrechter: William Collum (SCO) |
| 11 oktober EK-kwalificatie Groep H № 296 «onderlinge duels» 20:15 uur | Morten Gamst Pedersen 26' John Carew 34' Tom Høgli 65' |       | 42' Yiannis Okkas | Ullevaalstadion, Oslo Toeschouwers: 13.490 Scheidsrechter: William Collum (SCO) |

|                                                                  |                        |       |                                   |                                                                                          |
| 11 november Vriendschappelijk № 297 «onderlinge duels» 18:00 uur | Cyprus                 | 1 – 2 | Schotland                         | Antonis Papadopoulosstadion, Larnaca Toeschouwers: 1.500 Scheidsrechter: Meir Levi (ISR) |
| 11 november Vriendschappelijk № 297 «onderlinge duels» 18:00 uur | Demetris Christofi 59' |       | 23' Kenny Miller 56' Jamie Mackie | Antonis Papadopoulosstadion, Larnaca Toeschouwers: 1.500 Scheidsrechter: Meir Levi (ISR) |

### 2012
|                                                              |        |       |        |                                                                         |
| 29 februari Vriendschappelijk № 298 «onderlinge duels» 15:00 | Cyprus | 0 – 0 | Servië | GSZ-stadion, Larnaca Toeschouwers: 250 Scheidsrechter: Kevin Blom (NED) |
| 29 februari Vriendschappelijk № 298 «onderlinge duels» 15:00 |        |       |        | GSZ-stadion, Larnaca Toeschouwers: 250 Scheidsrechter: Kevin Blom (NED) |

|                                                              |                      |       |        |                                                                                            |
| 15 augustus Vriendschappelijk № 299 «onderlinge duels» 20:00 | Bulgarije            | 1 – 0 | Cyprus | Georgi Asparuhovstadion, Sofia Toeschouwers: 400 Scheidsrechter: Christopher Lautier (MLT) |
| 15 augustus Vriendschappelijk № 299 «onderlinge duels» 20:00 | Iliyan Mitsanski 66' |       |        | Georgi Asparuhovstadion, Sofia Toeschouwers: 400 Scheidsrechter: Christopher Lautier (MLT) |

|                                                                        |                                                     |       |                     |                                                                                      |
| 7 september WK-kwalificatie Groep E № 300 «onderlinge duels» 19:30 uur | Albanië                                             | 3 – 1 | Cyprus              | Qemal Stafastadion, Tirana Toeschouwers: 9.400 Scheidsrechter: Artjom Koetsjin (KAZ) |
| 7 september WK-kwalificatie Groep E № 300 «onderlinge duels» 19:30 uur | Armando Sadiku 36' Edgar Çani 84' Erjon Bogdani 87' |       | 45+5' Vincent Laban | Qemal Stafastadion, Tirana Toeschouwers: 9.400 Scheidsrechter: Artjom Koetsjin (KAZ) |

|                                                                         |                           |       |         | |
| 11 september WK-kwalificatie Groep E № 301 «onderlinge duels» 20:00 uur | Cyprus                    | 1 – 0 | IJsland | Antonis Papadopoulosstadion, Larnaca Toeschouwers: 1.600 Scheidsrechter: Sébastien Delferière (BEL) |
| 11 september WK-kwalificatie Groep E № 301 «onderlinge duels» 20:00 uur | Konstantinos Makridis 57' |       |         | Antonis Papadopoulosstadion, Larnaca Toeschouwers: 1.600 Scheidsrechter: Sébastien Delferière (BEL) |

|                                                                       |                               |       |                          |                                                                                      |
| 12 oktober WK-kwalificatie Groep E № 302 «onderlinge duels» 19:45 uur | Slovenië                      | 2 – 1 | Cyprus                   | Ljudski vrt-stadion, Maribor Toeschouwers: 7.988 Scheidsrechter: Ivan Kružliak (SVK) |
| 12 oktober WK-kwalificatie Groep E № 302 «onderlinge duels» 19:45 uur | Tim Matavž 38' Tim Matavž 61' |       | 83' Eustathios Aloneftis | Ljudski vrt-stadion, Maribor Toeschouwers: 7.988 Scheidsrechter: Ivan Kružliak (SVK) |

|                                                                       |                          |       |                                                                  |                                                                                          |
| 16 oktober WK-kwalificatie Groep E № 303 «onderlinge duels» 20:30 uur | Cyprus                   | 1 – 3 | Noorwegen                                                        | Antonis Papadopoulosstadion, Larnaca Toeschouwers: 3.500 Scheidsrechter: Paweł Gil (POL) |
| 16 oktober WK-kwalificatie Groep E № 303 «onderlinge duels» 20:30 uur | Eustathios Aloneftis 42' |       | 44' Brede Hangeland 81' (pen.) Tarik Elyounoussi 83' Joshua King | Antonis Papadopoulosstadion, Larnaca Toeschouwers: 3.500 Scheidsrechter: Paweł Gil (POL) |

|                                                                  |        |                                                           |         |                                                                            |
| 14 november Vriendschappelijk № 304 «onderlinge duels» 20:00 uur | Cyprus | 0 – 3                                                     | Finland | GSP-stadion, Nicosia Toeschouwers: 4.000 Scheidsrechter: Pavel Balaj (ROM) |
| 14 november Vriendschappelijk № 304 «onderlinge duels» 20:00 uur |        | 15' Teemu Pukki 29' Përparim Hetemaj 85' Toni Kolehmainen |         | GSP-stadion, Nicosia Toeschouwers: 4.000 Scheidsrechter: Pavel Balaj (ROM) |

### 2013
|                                                                 |                           |       |                                                 |                                                                                |
| 6 februari Vriendschappelijk № 305 «onderlinge duels» 17:00 uur | Cyprus                    | 1 – 3 | Servië                                          | GSP-stadion, Nicosia Toeschouwers: 200 Scheidsrechter: Athanasios Giahos (GRE) |
| 6 februari Vriendschappelijk № 305 «onderlinge duels» 17:00 uur | Konstantinos Makridis 19' |       | 33' Dušan Tadić 47' Dušan Tadić 70' Dušan Basta | GSP-stadion, Nicosia Toeschouwers: 200 Scheidsrechter: Athanasios Giahos (GRE) |

|                                                                     |        |       |             |                                                                             |
| 23 maart WK-kwalificatie Groep E № 306 «onderlinge duels» 17:30 uur | Cyprus | 0 – 0 | Zwitserland | GSP-stadion, Nicosia Toeschouwers: 3.572 Scheidsrechter: Manuel Gräfe (GER) |
| 23 maart WK-kwalificatie Groep E № 306 «onderlinge duels» 17:30 uur |        |       |             | GSP-stadion, Nicosia Toeschouwers: 3.572 Scheidsrechter: Manuel Gräfe (GER) |

|                                                                   |                     |       |        |                                                                                    |
| 8 juni WK-kwalificatie Groep E № 307 «onderlinge duels» 17:30 uur | Zwitserland         | 1 – 0 | Cyprus | Stade de Genève, Genève Toeschouwers: 16.900 Scheidsrechter: Paolo Mazzoleni (ITA) |
| 8 juni WK-kwalificatie Groep E № 307 «onderlinge duels» 17:30 uur | Haris Seferovic 90' |       |        | Stade de Genève, Genève Toeschouwers: 16.900 Scheidsrechter: Paolo Mazzoleni (ITA) |

|                                                                        |                                       |       |        |                                                                              |
| 6 september WK-kwalificatie Groep E № 308 «onderlinge duels» 19:00 uur | Noorwegen                             | 2 – 0 | Cyprus | Ullevaalstadion, Oslo Toeschouwers: 11.295 Scheidsrechter: Kenn Hansen (DEN) |
| 6 september WK-kwalificatie Groep E № 308 «onderlinge duels» 19:00 uur | Tarik Elyounoussi 43' Joshua King 66' |       |        | Ullevaalstadion, Oslo Toeschouwers: 11.295 Scheidsrechter: Kenn Hansen (DEN) |

|                                                                         |        |                                         |          |                                                                           |
| 10 september WK-kwalificatie Groep E № 309 «onderlinge duels» 20:30 uur | Cyprus | 0 – 2                                   | Slovenië | GSP-stadion, Nicosia Toeschouwers: 714 Scheidsrechter: Ruddy Buquet (FRA) |
| 10 september WK-kwalificatie Groep E № 309 «onderlinge duels» 20:30 uur |        | 12' Milivoje Novakovič 80' Josip Iličić |          | GSP-stadion, Nicosia Toeschouwers: 714 Scheidsrechter: Ruddy Buquet (FRA) |

|                                                                       |                                              |       |        |                                                                                  |
| 11 oktober WK-kwalificatie Groep E № 310 «onderlinge duels» 20:45 uur | IJsland                                      | 2 – 0 | Cyprus | Laugardalsvöllur, Reykjavík Toeschouwers: 9.767 Scheidsrechter: István Vad (HUN) |
| 11 oktober WK-kwalificatie Groep E № 310 «onderlinge duels» 20:45 uur | Kolbeinn Sigþórsson 60' Gylfi Sigurðsson 76' |       |        | Laugardalsvöllur, Reykjavík Toeschouwers: 9.767 Scheidsrechter: István Vad (HUN) |

|                                                                       |        |       |         |                                                                         |
| 15 oktober WK-kwalificatie Groep E № 311 «onderlinge duels» 18:00 uur | Cyprus | 0 – 0 | Albanië | GSP-stadion, Nicosia Toeschouwers: 341 Scheidsrechter: Ivan Bebek (CRO) |
| 15 oktober WK-kwalificatie Groep E № 311 «onderlinge duels» 18:00 uur |        |       |         | GSP-stadion, Nicosia Toeschouwers: 341 Scheidsrechter: Ivan Bebek (CRO) |

### 2014
|                                                              |        |       |               |                                                                            |
| 5 maart Vriendschappelijk № 312 «onderlinge duels» 19:30 uur | Cyprus | 0 – 0 | Noord-Ierland | GSP-stadion, Nicosia Toeschouwers: 3.000 Scheidsrechter: Liran Liany (ISR) |
| 5 maart Vriendschappelijk № 312 «onderlinge duels» 19:30 uur |        |       |               | GSP-stadion, Nicosia Toeschouwers: 3.000 Scheidsrechter: Liran Liany (ISR) |

|                                                             |                   |       |        |                                                                                     |
| 27 mei Vriendschappelijk № 313 «onderlinge duels» 19:30 uur | Japan             | 1 – 0 | Cyprus | Saitamastadion, Saitama Toeschouwers: 58.564 Scheidsrechter: Paweł Raczkowski (POL) |
| 27 mei Vriendschappelijk № 313 «onderlinge duels» 19:30 uur | Atsuto Uchida 42' |       |        | Saitamastadion, Saitama Toeschouwers: 58.564 Scheidsrechter: Paweł Raczkowski (POL) |

|                                                                  |                                         |       |        |                                                                                  |
| 4 september Vriendschappelijk № 314 «onderlinge duels» 20:15 uur | Kroatië                                 | 2 – 0 | Cyprus | Stadion Aldo Drosina, Pula Toeschouwers: 6.000 Scheidsrechter: Marco Guida (ITA) |
| 4 september Vriendschappelijk № 314 «onderlinge duels» 20:15 uur | Mario Mandžukić 18' Mario Mandžukić 58' |       |        | Stadion Aldo Drosina, Pula Toeschouwers: 6.000 Scheidsrechter: Marco Guida (ITA) |

|                                                                        |                       |       |                                             |                                                                                  |
| 9 september EK-kwalificatie Groep B № 315 «onderlinge duels» 20:45 uur | Bosnië en Herzegovina | 1 – 2 | Cyprus                                      | Bilino Polje, Zenica Toeschouwers: 12.100 Scheidsrechter: Jevhen Aranovsky (UKR) |
| 9 september EK-kwalificatie Groep B № 315 «onderlinge duels» 20:45 uur | Vedad Ibišević 6'     |       | 45' Dimitris Hristofi 73' Dimitris Hristofi | Bilino Polje, Zenica Toeschouwers: 12.100 Scheidsrechter: Jevhen Aranovsky (UKR) |

|                                                                       |                           |       |                                  |                                                                                |
| 10 oktober EK-kwalificatie Groep B № 316 «onderlinge duels» 20:45 uur | Cyprus                    | 1 – 2 | Israël                           | GSP-stadion, Nicosia Toeschouwers: 19.164 Scheidsrechter: Daniele Orsato (ITA) |
| 10 oktober EK-kwalificatie Groep B № 316 «onderlinge duels» 20:45 uur | Konstantinos Makridis 67' |       | 38' Omer Damari 45' Tal Ben-Haim | GSP-stadion, Nicosia Toeschouwers: 19.164 Scheidsrechter: Daniele Orsato (ITA) |

|                                                                       |                                         |       |                   |                                                                                       |
| 13 oktober EK-kwalificatie Groep B № 317 «onderlinge duels» 20:45 uur | Wales                                   | 2 – 1 | Cyprus            | Cardiff City Stadium, Cardiff Toeschouwers: 21.273 Scheidsrechter: Manuel Gräfe (GER) |
| 13 oktober EK-kwalificatie Groep B № 317 «onderlinge duels» 20:45 uur | David Cotterill 13' Hal Robson-Kanu 23' |       | 36' Vincent Laban | Cardiff City Stadium, Cardiff Toeschouwers: 21.273 Scheidsrechter: Manuel Gräfe (GER) |

|                                                                        | |       |         |                                                                                 |
| 16 november EK-kwalificatie Groep B № 318 «onderlinge duels» 20:45 uur | Cyprus | 5 – 0 | Andorra | GSP-stadion, Nicosia Toeschouwers: 6.078 Scheidsrechter: Mark Clattenburg (ENG) |
| 16 november EK-kwalificatie Groep B № 318 «onderlinge duels» 20:45 uur | Giorgos Merkis 10' Giorgos Efraim 31' Giorgos Efraim 42' Giorgos Efraim 60' Demetris Christofi 87' (pen.) |       |         | GSP-stadion, Nicosia Toeschouwers: 6.078 Scheidsrechter: Mark Clattenburg (ENG) |

### 2015
|                                                                     | |       |        |                                                                                            |
| 28 maart EK-kwalificatie Groep B № 319 «onderlinge duels» 20:45 uur | België                                                                                                | 5 – 0 | Cyprus | Koning Boudewijnstadion, Brussel Toeschouwers: 45.123 Scheidsrechter: Ovidiu Haţegan (ROM) |
| 28 maart EK-kwalificatie Groep B № 319 «onderlinge duels» 20:45 uur | Marouane Fellaini 21' Christian Benteke 35' Marouane Fellaini 66' Eden Hazard 67' Michy Batshuayi 80' |       |        | Koning Boudewijnstadion, Brussel Toeschouwers: 45.123 Scheidsrechter: Ovidiu Haţegan (ROM) |

|                                                                    |                       |       |                                                                |                                                                                         |
| 12 juni EK-kwalificatie Groep B № 320 «onderlinge duels» 20:45 uur | Andorra               | 1 – 3 | Cyprus                                                         | Estadi Nacional, Andorra la Vella Toeschouwers: 1.054 Scheidsrechter: Tobias Welz (GER) |
| 12 juni EK-kwalificatie Groep B № 320 «onderlinge duels» 20:45 uur | Dosa Júnior 2' (e.d.) |       | 14' Nestoras Mitidis 45' Nestoras Mitidis 53' Nestoras Mitidis | Estadi Nacional, Andorra la Vella Toeschouwers: 1.054 Scheidsrechter: Tobias Welz (GER) |

|                                                                        |        |                 |       |                                                                                  |
| 3 september EK-kwalificatie Groep B № 321 «onderlinge duels» 20:45 uur | Cyprus | 0 – 1           | Wales | GSP-stadion, Nicosia Toeschouwers: 14.992 Scheidsrechter: Szymon Marciniak (POL) |
| 3 september EK-kwalificatie Groep B № 321 «onderlinge duels» 20:45 uur |        | 82' Gareth Bale |       | GSP-stadion, Nicosia Toeschouwers: 14.992 Scheidsrechter: Szymon Marciniak (POL) |

|                                                                        |        |                 |        |                                                                                      |
| 6 september EK-kwalificatie Groep B № 322 «onderlinge duels» 20:45 uur | Cyprus | 0 – 1           | België | GSP-stadion, Nicosia Toeschouwers: 11.866 Scheidsrechter: Vladislav Bezborodov (RUS) |
| 6 september EK-kwalificatie Groep B № 322 «onderlinge duels» 20:45 uur |        | 86' Eden Hazard |        | GSP-stadion, Nicosia Toeschouwers: 11.866 Scheidsrechter: Vladislav Bezborodov (RUS) |

|                                                                       |                |       |                                     |                                                                                |
| 10 oktober EK-kwalificatie Groep B № 323 «onderlinge duels» 20:45 uur | Israël         | 1 – 2 | Cyprus                              | Teddystadion, Jeruzalem Toeschouwers: 25.300 Scheidsrechter: Jorge Sousa (POR) |
| 10 oktober EK-kwalificatie Groep B № 323 «onderlinge duels» 20:45 uur | Nir Bitton 76' |       | 59' Dosa Júnior 80' Jason Dimitriou | Teddystadion, Jeruzalem Toeschouwers: 25.300 Scheidsrechter: Jorge Sousa (POR) |

|                                                                       |                                              |       |                                                           |                                                                                |
| 13 oktober EK-kwalificatie Groep B № 324 «onderlinge duels» 20:45 uur | Cyprus                                       | 2 – 3 | Bosnië en Herzegovina                                     | GSP-stadion, Nicosia Toeschouwers: 17.687 Scheidsrechter: Anthony Taylor (ENG) |
| 13 oktober EK-kwalificatie Groep B № 324 «onderlinge duels» 20:45 uur | Kostas Haralambidis 32' Nestoras Mytidis 41' |       | 13' Haris Međunjanin 44' Haris Međunjanin 67' Milan Đurić | GSP-stadion, Nicosia Toeschouwers: 17.687 Scheidsrechter: Anthony Taylor (ENG) |

### 2016
|                                                               |                      |       |        |                                                                                         |
| 24 maart Vriendschappelijk № 325 «onderlinge duels» 20:00 uur | Oekraïne             | 1 – 0 | Cyprus | Tsjornomoretsstadion, Odessa Toeschouwers: 20.598 Scheidsrechter: Orel Greenfield (ISR) |
| 24 maart Vriendschappelijk № 325 «onderlinge duels» 20:00 uur | Taras Stepanenko 40' |       |        | Tsjornomoretsstadion, Odessa Toeschouwers: 20.598 Scheidsrechter: Orel Greenfield (ISR) |

|                                                             |                                        |       |                              |                                                                                          |
| 25 mei Vriendschappelijk № 326 «onderlinge duels» 16:00 uur | Servië                                 | 2 – 1 | Cyprus                       | Gradski stadion Užice, Užice Toeschouwers: 7.000 Scheidsrechter: Pavle Radovanović (MNE) |
| 25 mei Vriendschappelijk № 326 «onderlinge duels» 16:00 uur | Aleksandar Mitrović 2' Dušan Tadić 10' |       | 32' (e.d.) Nikola Maksimović | Gradski stadion Užice, Užice Toeschouwers: 7.000 Scheidsrechter: Pavle Radovanović (MNE) |

|                                                                        |        |                                                          |        |                                                                              |
| 6 september WK-kwalificatie Groep H № 327 «onderlinge duels» 20:45 uur | Cyprus | 0 – 3                                                    | België | GSP-stadion, Nicosia Toeschouwers: 12.092 Scheidsrechter: Felix Zwayer (GER) |
| 6 september WK-kwalificatie Groep H № 327 «onderlinge duels» 20:45 uur |        | 13' Romelu Lukaku 61' Romelu Lukaku 81' Yannick Carrasco |        | GSP-stadion, Nicosia Toeschouwers: 12.092 Scheidsrechter: Felix Zwayer (GER) |

|                                                                      |                                          |       |        |                                                                                                |
| 7 oktober WK-kwalificatie Groep H № 328 «onderlinge duels» 20:45 uur | Griekenland                              | 2 – 0 | Cyprus | Georgios Karaiskákisstadion, Piraeus Toeschouwers: 14.982 Scheidsrechter: Pavel Královec (CZE) |
| 7 oktober WK-kwalificatie Groep H № 328 «onderlinge duels» 20:45 uur | Kostas Mitroglou 12' Petros Mantalos 42' |       |        | Georgios Karaiskákisstadion, Piraeus Toeschouwers: 14.982 Scheidsrechter: Pavel Královec (CZE) |

|                                                                       |                               |       |        |                                                                               |
| 10 oktober WK-kwalificatie Groep H № 329 «onderlinge duels» 20:45 uur | Bosnië en Herzegovina         | 2 – 0 | Cyprus | Bilino Polje, Zenica Toeschouwers: 8.000 Scheidsrechter: Javier Estrada (ESP) |
| 10 oktober WK-kwalificatie Groep H № 329 «onderlinge duels» 20:45 uur | Edin Džeko 70' Edin Džeko 80' |       |        | Bilino Polje, Zenica Toeschouwers: 8.000 Scheidsrechter: Javier Estrada (ESP) |

|                                                                        |                                                                   |       |                  |                                                                                 |
| 13 november WK-kwalificatie Groep H № 330 «onderlinge duels» 20:45 uur | Cyprus                                                            | 3 – 1 | Gibraltar        | GSP-stadion, Nicosia Toeschouwers: 3.151 Scheidsrechter: Aleksandr Aliyev (KAZ) |
| 13 november WK-kwalificatie Groep H № 330 «onderlinge duels» 20:45 uur | Konstantinos Laifis 28' Pieros Sotiriou 65' Valentinos Sielis 87' |       | 51' Lee Casciaro | GSP-stadion, Nicosia Toeschouwers: 3.151 Scheidsrechter: Aleksandr Aliyev (KAZ) |

### 2017
|                                                               |                                                                 |       |                       |                                                                                            |
| 22 maart Vriendschappelijk № 331 «onderlinge duels» 17:00 uur | Cyprus                                                          | 3 – 1 | Kazachstan            | Antonis Papadopoulosstadion, Larnaca Toeschouwers: 500 Scheidsrechter: Robert Harvey (IRL) |
| 22 maart Vriendschappelijk № 331 «onderlinge duels» 17:00 uur | Nestoras Mytidis 55' Fanos Katelaris 62' Demetris Christofi 67' |       | 29' Tanat Noeserbajev | Antonis Papadopoulosstadion, Larnaca Toeschouwers: 500 Scheidsrechter: Robert Harvey (IRL) |

|                                                                     |        |       |         |                                                                                 |
| 25 maart WK-kwalificatie Groep H № 332 «onderlinge duels» 20:45 uur | Cyprus | 0 – 0 | Estland | GSP-stadion, Nicosia Toeschouwers: 3.864 Scheidsrechter: Ville Nevalainen (FIN) |
| 25 maart WK-kwalificatie Groep H № 332 «onderlinge duels» 20:45 uur |        |       |         | GSP-stadion, Nicosia Toeschouwers: 3.864 Scheidsrechter: Ville Nevalainen (FIN) |

|                                                             |                                                              |       |        |                                                                                         |
| 3 juni Vriendschappelijk № 333 «onderlinge duels» 17:00 uur | Portugal                                                     | 4 – 0 | Cyprus | Estádio Coimbra da Mota, Estoril Toeschouwers: 5.128 Scheidsrechter: Davide Massa (ITA) |
| 3 juni Vriendschappelijk № 333 «onderlinge duels» 17:00 uur | João Moutinho 3' João Moutinho 42' Pizzi 63' André Silva 70' |       |        | Estádio Coimbra da Mota, Estoril Toeschouwers: 5.128 Scheidsrechter: Davide Massa (ITA) |

|                                                                   |                       |       |                                              |                                                                             |
| 9 juni WK-kwalificatie Groep H № 334 «onderlinge duels» 20:45 uur | Gibraltar             | 1 – 2 | Cyprus                                       | Estádio Algarve, Loulé Toeschouwers: 488 Scheidsrechter: Nikola Popov (BUL) |
| 9 juni WK-kwalificatie Groep H № 334 «onderlinge duels» 20:45 uur | Anthony Hernandez 30' |       | 10' (e.d.) Roy Chipolina 87' Pieros Sotiriou | Estádio Algarve, Loulé Toeschouwers: 488 Scheidsrechter: Nikola Popov (BUL) |

|                                                                        |                                                             |       |                                |                                                                               |
| 31 augustus WK-kwalificatie Groep H № 335 «onderlinge duels» 20:45 uur | Cyprus                                                      | 3 – 2 | Bosnië en Her.                 | GSP-stadion, Nicosia Toeschouwers: 6.000 Scheidsrechter: Andre Marriner (ENG) |
| 31 augustus WK-kwalificatie Groep H № 335 «onderlinge duels» 20:45 uur | Dimitris Hristofi 65' Vincent Laban 67' Pieros Sotiriou 76' |       | 33' Toni Šunjić 44' Edin Višća | GSP-stadion, Nicosia Toeschouwers: 6.000 Scheidsrechter: Andre Marriner (ENG) |

|                                                                        |                    |       |        |                                                                                    |
| 3 september WK-kwalificatie Groep H № 336 «onderlinge duels» 18:00 uur | Estland            | 1 – 0 | Cyprus | A. Le Coq Arena, Tallinn Toeschouwers: 5.491 Scheidsrechter: Adrien Jaccotet (SUI) |
| 3 september WK-kwalificatie Groep H № 336 «onderlinge duels» 18:00 uur | Mattias Käit 90+2' |       |        | A. Le Coq Arena, Tallinn Toeschouwers: 5.491 Scheidsrechter: Adrien Jaccotet (SUI) |

|                                                                      |                     |       |                                             |                                                                                |
| 7 oktober WK-kwalificatie Groep H № 337 «onderlinge duels» 20:45 uur | Cyprus              | 1 – 2 | Griekenland                                 | GSP-stadion, Nicosia Toeschouwers: 7.222 Scheidsrechter: Alberto Undiano (ESP) |
| 7 oktober WK-kwalificatie Groep H № 337 «onderlinge duels» 20:45 uur | Pieros Sotiriou 18' |       | 24' Kostas Mitroglou 26' Alexandros Tziolis | GSP-stadion, Nicosia Toeschouwers: 7.222 Scheidsrechter: Alberto Undiano (ESP) |

|                                                                       |                                                                             |       |        |                                                                                        |
| 10 oktober WK-kwalificatie Groep H № 338 «onderlinge duels» 20:45 uur | België                                                                      | 4 – 0 | Cyprus | Koning Boudewijnstadion, Brussel Toeschouwers: 38.000 Scheidsrechter: Luca Banti (ITA) |
| 10 oktober WK-kwalificatie Groep H № 338 «onderlinge duels» 20:45 uur | Eden Hazard 12' Thorgan Hazard 52' Eden Hazard 63' (pen.) Romelu Lukaku 78' |       |        | Koning Boudewijnstadion, Brussel Toeschouwers: 38.000 Scheidsrechter: Luca Banti (ITA) |

|                                                                  |                      |       |        |                                                                                           |
| 10 november Vriendschappelijk № 339 «onderlinge duels» 15:00 uur | Georgië              | 1 – 0 | Cyprus | Tengiz Boerdzjanadzestadion, Gori Toeschouwers: 4.100 Scheidsrechter: Suren Baliyan (ARM) |
| 10 november Vriendschappelijk № 339 «onderlinge duels» 15:00 uur | Giorgi Kvilitaia 24' |       |        | Tengiz Boerdzjanadzestadion, Gori Toeschouwers: 4.100 Scheidsrechter: Suren Baliyan (ARM) |

|                                                                  |                                                                       |       |                                             | |
| 13 november Vriendschappelijk № 340 «onderlinge duels» 15:00 uur | Armenië                                                               | 3 – 2 | Cyprus                                      | Republikeins Stadion Vazgen Sargsian, Jerevan Toeschouwers: 500 Scheidsrechter: Giorgi Vadatsjkoria (GEO) |
| 13 november Vriendschappelijk № 340 «onderlinge duels» 15:00 uur | Ayk Ishkhanyan 17' Varazdat Haroyan 38' Henrich Mchitarjan 63' (pen.) |       | 50' Konstantinos Laifis 89' Pieros Sotiriou | Republikeins Stadion Vazgen Sargsian, Jerevan Toeschouwers: 500 Scheidsrechter: Giorgi Vadatsjkoria (GEO) |

### 2018
|                                                               |        |       |            |                                                                              |
| 23 maart Vriendschappelijk № 341 «onderlinge duels» 18:00 uur | Cyprus | 0 – 0 | Montenegro | GSP-stadion, Nicosia Toeschouwers: 1.200 Scheidsrechter: Milorad Mažić (SRB) |
| 23 maart Vriendschappelijk № 341 «onderlinge duels» 18:00 uur |        |       |            | GSP-stadion, Nicosia Toeschouwers: 1.200 Scheidsrechter: Milorad Mažić (SRB) |

|                                                             |                                                             |       |        |                                                                                              |
| 20 mei Vriendschappelijk № 342 «onderlinge duels» 22:00 uur | Jordanië                                                    | 3 – 0 | Cyprus | Amman International Stadium, Amman Toeschouwers: onbekend Scheidsrechter: Hussein Abou (LEB) |
| 20 mei Vriendschappelijk № 342 «onderlinge duels» 22:00 uur | Anas Bani Yaseen 18' Jaime Siaj 36' Yousef Al-Rawashdeh 75' |       |        | Amman International Stadium, Amman Toeschouwers: onbekend Scheidsrechter: Hussein Abou (LEB) |

|                                                                             |                                         |       |        |                                                                               |
| 6 september UEFA Nations League Groep C3 № 343 «onderlinge duels» 20:45 uur | Noorwegen                               | 2 – 0 | Cyprus | Ullevaalstadion, Oslo Toeschouwers: 6.572 Scheidsrechter: István Kovács (ROU) |
| 6 september UEFA Nations League Groep C3 № 343 «onderlinge duels» 20:45 uur | Stefan Johansen 20' Stefan Johansen 42' |       |        | Ullevaalstadion, Oslo Toeschouwers: 6.572 Scheidsrechter: István Kovács (ROU) |

|                                                                             |                                                 |       |                  |                                                                                 |
| 9 september UEFA Nations League Groep C3 № 344 «onderlinge duels» 20:45 uur | Cyprus                                          | 2 – 1 | Slovenië         | GSP-stadion, Nicosia Toeschouwers: 1.115 Scheidsrechter: Andris Treimanis (LVA) |
| 9 september UEFA Nations League Groep C3 № 344 «onderlinge duels» 20:45 uur | Pieros Sotiriou 69' Petar Stojanović 89' (e.d.) |       | 54' Robert Berić | GSP-stadion, Nicosia Toeschouwers: 1.115 Scheidsrechter: Andris Treimanis (LVA) |

|                                                                            |                                      |       |                       |                                                                                                  |
| 13 oktober UEFA Nations League Groep C3 № 345 «onderlinge duels» 20:45 uur | Bulgarije                            | 2 – 1 | Cyprus                | Vasil Levski Nationaal Stadion, Sofia Toeschouwers: 10.000 Scheidsrechter: Srđan Jovanović (SRB) |
| 13 oktober UEFA Nations League Groep C3 № 345 «onderlinge duels» 20:45 uur | Kiril Despodov 59' Todor Nedelev 67' |       | 41' Grigoris Kastanos | Vasil Levski Nationaal Stadion, Sofia Toeschouwers: 10.000 Scheidsrechter: Srđan Jovanović (SRB) |

|                                                                            |                 |       |                    |                                                                                                   |
| 16 oktober UEFA Nations League Groep C3 № 346 «onderlinge duels» 20:45 uur | Slovenië        | 1 – 1 | Cyprus             | Stožicestadion, Ljubljana Toeschouwers: 5.318 Scheidsrechter: Mads-Kristoffer Kristoffersen (DEN) |
| 16 oktober UEFA Nations League Groep C3 № 346 «onderlinge duels» 20:45 uur | Nejc Skubic 83' |       | 37' Fotis Papoulis | Stožicestadion, Ljubljana Toeschouwers: 5.318 Scheidsrechter: Mads-Kristoffer Kristoffersen (DEN) |

|                                                                             |                          |       |                             |                                                                                  |
| 16 november UEFA Nations League Groep C3 № 347 «onderlinge duels» 20:45 uur | Cyprus                   | 1 – 1 | Bulgarije                   | GSP-stadion, Nicosia Toeschouwers: 3.844 Scheidsrechter: Mohammed Al-Hakim (SWE) |
| 16 november UEFA Nations League Groep C3 № 347 «onderlinge duels» 20:45 uur | Panagiotis Zachariou 24' |       | 89' (pen.) Nikolai Dimitrov | GSP-stadion, Nicosia Toeschouwers: 3.844 Scheidsrechter: Mohammed Al-Hakim (SWE) |

|                                                                             |        |                               |           |                                                                           |
| 19 november UEFA Nations League Groep C3 № 348 «onderlinge duels» 20:45 uur | Cyprus | 0 – 2                         | Noorwegen | GSP-stadion, Nicosia Toeschouwers: 1.513 Scheidsrechter: István Vad (HUN) |
| 19 november UEFA Nations League Groep C3 № 348 «onderlinge duels» 20:45 uur |        | 36' Ola Kamara 48' Ola Kamara |           | GSP-stadion, Nicosia Toeschouwers: 1.513 Scheidsrechter: István Vad (HUN) |

### 2019
|                                                                     | |       |            |                                                                              |
| 21 maart EK-kwalificatie Groep I № 349 «onderlinge duels» 18:00 uur | Cyprus | 5 – 0 | San Marino | GSP-stadion, Nicosia Toeschouwers: 3.175 Scheidsrechter: Juri Frischer (EST) |
| 21 maart EK-kwalificatie Groep I № 349 «onderlinge duels» 18:00 uur | Pieros Sotiriou 19' (pen.) Pieros Sotiriou 23' (pen.) Giannis Kousoulos 26' Georgios Efrem 31' Konstantinos Laifis 56' |       |            | GSP-stadion, Nicosia Toeschouwers: 3.175 Scheidsrechter: Juri Frischer (EST) |

|                                                                     |        |                                     |        |                                                                                  |
| 24 maart EK-kwalificatie Groep I № 350 «onderlinge duels» 20:45 uur | Cyprus | 0 – 2                               | België | GSP-stadion, Nicosia Toeschouwers: 8.728 Scheidsrechter: François Letexier (FRA) |
| 24 maart EK-kwalificatie Groep I № 350 «onderlinge duels» 20:45 uur |        | 10' Eden Hazard 18' Michy Batshuayi |        | GSP-stadion, Nicosia Toeschouwers: 8.728 Scheidsrechter: François Letexier (FRA) |

|                                                                   |                                     |       |                       |                                                                                    |
| 8 juni EK-kwalificatie Groep I № 351 «onderlinge duels» 20:45 uur | Schotland                           | 2 – 1 | Cyprus                | Hampden Park, Glasgow Toeschouwers: 31.277 Scheidsrechter: Ola Hobber Nilsen (NOR) |
| 8 juni EK-kwalificatie Groep I № 351 «onderlinge duels» 20:45 uur | Andy Robertson 61' Oliver Burke 89' |       | 87' Giannis Kousoulos | Hampden Park, Glasgow Toeschouwers: 31.277 Scheidsrechter: Ola Hobber Nilsen (NOR) |

|                                                                    |                   |       |        | |
| 11 juni EK-kwalificatie Groep I № 352 «onderlinge duels» 20:45 uur | Rusland           | 1 – 0 | Cyprus | Stadion Nizjni Novgorod, Nizjni Novgorod Toeschouwers: 42.228 Scheidsrechter: Marco Di Bello (ITA) |
| 11 juni EK-kwalificatie Groep I № 352 «onderlinge duels» 20:45 uur | Aleksej Ionov 38' |       |        | Stadion Nizjni Novgorod, Nizjni Novgorod Toeschouwers: 42.228 Scheidsrechter: Marco Di Bello (ITA) |

|                                                                        |                     |       |                       |                                                                                   |
| 6 september EK-kwalificatie Groep I № 353 «onderlinge duels» 18:00 uur | Cyprus              | 1 – 1 | Kazachstan            | GSP-stadion, Nicosia Toeschouwers: 5.639 Scheidsrechter: Mattias Gestranius (FIN) |
| 6 september EK-kwalificatie Groep I № 353 «onderlinge duels» 18:00 uur | Pieros Sotiriou 39' |       | 2' Aleksej Sjtsjetkin | GSP-stadion, Nicosia Toeschouwers: 5.639 Scheidsrechter: Mattias Gestranius (FIN) |

|                                                                        |            |                                                                                      |        |                                                                                   |
| 9 september EK-kwalificatie Groep I № 354 «onderlinge duels» 20:45 uur | San Marino | 0 – 4                                                                                | Cyprus | Stadio Olimpico, Serravalle Toeschouwers: 662 Scheidsrechter: Iwan Griffith (WAL) |
| 9 september EK-kwalificatie Groep I № 354 «onderlinge duels» 20:45 uur |            | 2' Giannis Kousoulos 39' Fotis Papoulis 73' Giannis Kousoulos 75' Kostakis Artymatas |        | Stadio Olimpico, Serravalle Toeschouwers: 662 Scheidsrechter: Iwan Griffith (WAL) |

|                                                                       |                       |       |                                          |                                                                                  |
| 10 oktober EK-kwalificatie Groep I № 355 «onderlinge duels» 18:00 uur | Kazachstan            | 1 – 2 | Cyprus                                   | Astana Arena, Nur-Sultan Toeschouwers: 11.769 Scheidsrechter: Craig Pawson (ENG) |
| 10 oktober EK-kwalificatie Groep I № 355 «onderlinge duels» 18:00 uur | Temirlan Jerlanov 34' |       | 73' Pieros Sotiriou 84' Nicholas Giannou | Astana Arena, Nur-Sultan Toeschouwers: 11.769 Scheidsrechter: Craig Pawson (ENG) |

|                                                                       |        | |         |                                                                                |
| 13 oktober EK-kwalificatie Groep I № 356 «onderlinge duels» 18:00 uur | Cyprus | 0 – 5                                                                                                   | Rusland | GSP-stadion, Nicosia Toeschouwers: 9.439 Scheidsrechter: Srđan Jovanović (SRB) |
| 13 oktober EK-kwalificatie Groep I № 356 «onderlinge duels» 18:00 uur |        | 9' Denis Tsjerysjev 23' Magomed Ozdojev 79' Artjom Dzjoeba 89' Aleksandr Golovin 90+2' Denis Tsjerysjev |         | GSP-stadion, Nicosia Toeschouwers: 9.439 Scheidsrechter: Srđan Jovanović (SRB) |

|                                                                        |                    |       |                                   |                                                                               |
| 16 november EK-kwalificatie Groep I № 357 «onderlinge duels» 15:00 uur | Cyprus             | 1 – 2 | Schotland                         | GSP-stadion, Nicosia Toeschouwers: 7.595 Scheidsrechter: Harald Lechner (AUT) |
| 16 november EK-kwalificatie Groep I № 357 «onderlinge duels» 15:00 uur | Georgios Efrem 47' |       | 12' Ryan Christie 53' John McGinn | GSP-stadion, Nicosia Toeschouwers: 7.595 Scheidsrechter: Harald Lechner (AUT) |

|                                                                        | |       |                      |                                                                                              |
| 19 november EK-kwalificatie Groep I № 358 «onderlinge duels» 20:45 uur | België | 6 – 1 | Cyprus               | Koning Boudewijnstadion, Brussel Toeschouwers: 40.568 Scheidsrechter: Jørgen Burchardt (DEN) |
| 19 november EK-kwalificatie Groep I № 358 «onderlinge duels» 20:45 uur | Christian Benteke 16' Kevin De Bruyne 36' Kevin De Bruyne 41' Yannick Carrasco 44' Kypros Christoforou 51' (e.d.) Christian Benteke 68' |       | 14' Nicholas Giannou | Koning Boudewijnstadion, Brussel Toeschouwers: 40.568 Scheidsrechter: Jørgen Burchardt (DEN) |

KOP · A-internationals · Bondscoaches · Statistieken · Cypriotisch vrouwenelftal · Cyprus U21 · Cyprus U20 · Cyprus U19 · Cyprus U18 · Cyprus U17 · Cyprus U16
1960 – 1969 · 
1970 – 1979 · 
1980 – 1989 · 
1990 – 1999 · 
2000 – 2009 · 
2010 – 2019 ·
2020 − 2029
1960 · 
1961 · 
1962 · 
1963 · 
1964 · 
1965 · 
1966 · 
1967 · 
1968 · 
1969 · 
1970 · 
1971 · 
1972 · 
1973 · 
1974 · 
1975 · 
1976 · 
1977 · 
1978 · 
1979 · 
1980 · 
1981 · 
1982 · 
1983 · 
1984 · 
1985 · 
1986 · 
1987 · 
1988 · 
1989 · 
1990 · 
1991 · 
1992 · 
1993 · 
1994 · 
1995 · 
1996 · 
1997 · 
1998 · 
1999 · 
2000 · 
2001 · 
2002 · 
2003 · 
2004 · 
2005 · 
2006 · 
2007 · 
2008 · 
2009 · 
2010 · 
2011 · 
2012 · 
2013 ·
2014 ·
2015 ·
2016 ·
2017 ·
2018 ·
2019 ·
2020 ·
2021 ·
2022
Albanië ·
Andorra ·
Armenië ·
Azerbeidzjan ·
België ·
Bosnië en Herzegovina ·
Bulgarije ·
Canada ·
Denemarken ·
Duitsland ·
Engeland ·
Estland ·
Faeröer ·
Finland ·
Frankrijk ·
Georgië ·
Gibraltar · 
Griekenland ·
Hongarije ·
Ierland ·
IJsland ·
Irak ·
Iran ·
Israël ·
Italië ·
Japan ·
Joegoslavië ·
Jordanië ·
Kazachstan ·
Koeweit ·
Kosovo ·
Kroatië ·
Letland ·
Libanon ·
Litouwen ·
Luxemburg ·
Malta ·
Moldavië ·
Montenegro ·
Nederland ·
Noord-Ierland ·
Noord-Macedonië ·
Noorwegen ·
Oekraïne ·
Oostenrijk ·
Polen ·
Portugal ·
Roemenië ·
Rusland ·
San Marino ·
Saoedi-Arabië ·
Schotland ·
Servië ·
Slovenië ·
Slowakije ·
Sovjet-Unie ·
Spanje ·
Syrië ·
Tsjechië ·
Tsjecho-Slowakije ·
Wales ·
Wit-Rusland ·
Zweden ·
Zwitserland
AFC-zone: Afghanistan · Australië · Bahrein · Bangladesh · Bhutan · Brunei · Cambodja · China · Chinees Taipei · Filipijnen · Guam · Hongkong · India · Indonesië · Iran · Irak · Japan · Jemen · Jordanië · Koeweit · Kirgizië · Laos · Libanon · Macau · Maleisië · Maldiven · Mongolië · Myanmar · Nepal · Noord-Korea · Oezbekistan · Oman · Oost-Timor · Pakistan · Palestina · Qatar · Saoedi-Arabië · Singapore · Sri Lanka · Syrië · Tadjikistan · Thailand · Turkmenistan · Verenigde Arabische Emiraten · Vietnam · Zuid-Korea

CAF-zone: Algerije · Angola · Benin · Botswana · Burkina Faso · Burundi · Centraal-Afrikaanse Republiek · Comoren · Congo-Brazzaville · Congo-Kinshasa · Djibouti · Egypte · Equatoriaal-Guinea · Eritrea · Ethiopië · Gabon · Gambia · Ghana · Guinee · Guinee-Bissau · Ivoorkust · Kaapverdië · Kameroen · Kenia · Lesotho · Liberia · Libië · Madagaskar · Malawi · Mali · Mauritanië · Mauritius · Marokko · Mozambique · Namibië · Niger · Nigeria · Oeganda · Rwanda · Sao Tomé en Principe · Senegal · Seychellen · Sierra Leone · Soedan · Somalië · Swaziland · Tanzania · Togo · Tsjaad · Tunesië · Zambia · Zimbabwe · Zuid-Afrika · Zuid-Soedan 

CONCACAF-zone: Amerikaanse Maagdeneilanden · Anguilla · Antigua en Barbuda · Aruba · Bahama's · Barbados · Belize · Bermuda · Britse Maagdeneilanden · Canada · Kaaimaneilanden · Costa Rica · Cuba · Curaçao · Dominica · Dominicaanse Republiek · El Salvador · Frans Guyana · Grenada · Guadeloupe · Guatemala · Guyana · Haïti · Honduras · Jamaica · Martinique · Mexico · Montserrat · 
Nicaragua · Panama · Puerto Rico · Saint Kitts en Nevis · Saint Lucia · Saint Vincent en de Grenadines · Sint Maarten · Suriname · Trinidad en Tobago · Turks- en Caicoseilanden · Verenigde Staten

CONMEBOL-zone: Argentinië · Bolivia · Brazilië · Chili · Colombia · Ecuador · Paraguay · Peru · Uruguay · Venezuela

OFC-zone: Amerikaans-Samoa · Cookeilanden · Fiji · Nieuw-Caledonië · Nieuw-Zeeland · Papoea-Nieuw-Guinea · Samoa · Salomoneilanden · Tahiti · Tonga · Vanuatu

UEFA-zone: Albanië · Andorra · Armenië · Azerbeidzjan · België · Bosnië en Herzegovina · Bulgarije · Cyprus · Denemarken · Duitsland · Engeland · Estland · Faeröer · Finland · Frankrijk · Georgië · Gibraltar · Griekenland · Hongarije · IJsland · Ierland · Israël · Italië · Kazachstan · Kosovo · Kroatië · Letland · Liechtenstein · Litouwen · Luxemburg · Macedonië · Malta · Moldavië · Montenegro · Nederland · Noord-Ierland · Noorwegen · Oekraïne · Oostenrijk · Polen · Portugal · Roemenië · Rusland · San Marino · Schotland · Servië · Slovenië · Slowakije · Spanje · Tsjechië · Turkije · Wales · Wit-Rusland · Zweden · Zwitserland